# Drinking the Kool-Aid
"Drinking the Kool-Aid" (tiếng Việt: Uống Kool-Aid) là một cụm từ dùng để chỉ một người tin vào một ý tưởng ngớ ngẩn khiến họ rơi vào nguy hiểm hoặc tử vong. Cụm từ thường mang hàm ý tiêu cực hoặc mỉa mai đối với việc chấp nhận một ý tưởng hoặc thay đổi một sở thích theo phong trào, do áp lực của bạn bè hoặc bị thuyết phục. Trong những năm gần đây, hiện tượng này phát triển mạnh ở Mỹ và được dùng nhiều ở thời kỳ tổng thống Donald Trump nắm quyền, mang ý nghĩa là cống hiến cực độ cho một nguyên nhân hoặc mục đích, đến mức một người sẽ "uống Kool-Aid" và chết vì chính nghĩa.
Bản thân Kool-Aid là một thương hiệu đồ uống hương liệu của Mỹ thuộc sở hữu của Kraft Heinz có trụ sở tại Chicago, Illinois. Dạng bột pha sẵn của đồ uống này được tạo ra bởi Edwin Perkins vào năm 1927 dựa trên cô đặc chất lỏng có tên là Fruit Smack.

## Lịch sử
Cụm từ "Drinking the Kool-Aid" bắt nguồn từ các sự kiện ở Jonestown, Guyana vào ngày 18 tháng 11 năm 1978, trong đó hơn 900 thành viên của hội kín Đền thờ Nhân dân (People's Temple) bị tử vong. Lãnh đạo của phong trào, Jim Jones, triệu tập một cuộc họp quần chúng tại gian đại sảnh tại Jonestown sau vụ sát hại Nghị sĩ Hoa Kỳ Leo Ryan và những người khác ở Port Kaituma gần đó. Jones cho rằng "tự sát mang tính cách mạng" bằng cách uống một hỗn hợp đồ uống hương liệu có tẩm chất độc cyanide. Sự kiện này đã trở thành một vết đen trong lịch sử Mỹ khi số người chết chỉ kém vụ khủng bố 11/9, nếu không tính các thảm họa tự nhiên. Sự kiện này đã được dựng thành phim "Jonestown: The Life and Death of Peoples Temple" vào năm 2006.

## Sử dụng cụm từ
Vào tháng 12 năm 1978, tiến sĩ William Sloane Coffin lần đầu tiên sử dụng cụm từ ám chỉ trên để nói tại hiệp hội Pax Christi rằng kế hoạch của Mỹ cho chiến tranh hạt nhân và chuẩn bị cho phòng thủ dân sự là "cuộc diễn tập Kool-Aid không có cyanide." 
Năm 2002, Arianna Huffington người sáng lập tờ The Huffington Post đã sử dụng cụm từ "vượt qua Kool-Aid" trong một chuyên mục về một diễn đàn kinh tế do Tổng thống George W. Bush chủ trì.
Trong một bài phát biểu năm 2009, biên tập viên Jon Meacham của tờ Newsweek nhấn mạnh sự độc lập chính trị của mình bằng cách nói, "Tôi đã không uống Kool-Aid của Obama vào năm ngoái."
Vào tháng 2 năm 2012, cụm từ "Drinking the Kool-Aid" đã giành được vị trí đầu tiên trong một cuộc thăm dò trực tuyến của Tạp chí Forbes với tư cách là "ví dụ khó chịu nhất về biệt ngữ kinh doanh."
Trong cuốn sách Rage của Bob Woodward, tổng kết 18 cuộc phỏng vấn với cựu tổng thống Donald Trump, Woodward trích dẫn phản ứng của Trump trước câu hỏi của ông về trách nhiệm của những người da trắng, giàu có, những người sẽ giúp hiểu động cơ chung của những người phản đối phong trào Black Lives Matter. Trump trả lời: "Bạn thực sự đã uống Kool-Aid phải không?" 